# 秘鲁国徽
目前的秘魯國徽啟用於1950年，為盾徽。左上角為小羊駝，右上角方金雞納樹，下方為豐裕之角。上方和兩側分別有冬青櫟冠和四面國旗裝飾。此徽亦見於秘魯軍旗上。
在政府旗上的是軍徽（Escudo de Armas）。國旗被月桂和橄欖枝條取代。
- 秘鲁共和国国徽
- 秘鲁共和国旧国徽（1825—1950）
- 秘鲁国徽
- 秘鲁共和国的大国徽
- 秘鲁陆军军徽
- 秘鲁海军军徽
- 秘鲁空军军徽
- 秘鲁国家警察局徽章